# 萨穆利·沃拉莫
萨穆利·沃拉莫（芬蘭語：Samuli Vauramo；1981年10月22日—），芬兰演员。
沃拉莫出生于芬兰万塔。他于2005年从芬兰戏剧学院毕业。毕业后他曾在科特卡剧院工作过。2005年他在电影《女孩你是明星》中饰演一位说唱DJ，并获得芬兰电影奖尤西奖中最佳男主角的提名。他曾在多部电视系列剧和电影中参加演出。2007年时他被认为是芬兰最具潜力的年轻演员之一。2009年沃拉莫在柏林电影节中获得了上升明星奖项。

## 个人生活
沃拉莫在2017年4月和一位美国人订婚。